# Georgia en los Juegos Olímpicos de Río de Janeiro 2016
Georgia estuvo representada en los Juegos Olímpicos de Río de Janeiro 2016 por un total de 40 deportistas que compitieron en 12 deportes. El responsable del equipo olímpico es el Comité Nacional Olímpico Georgiano, así como las federaciones deportivas nacionales de cada deporte con participación.
El portador de la bandera en la ceremonia de apertura fue el yudoca Avtandil Chrikishvili.

## Medallistas
El equipo olímpico de Georgia obtuvo las siguientes medallas:
| Nombre                  | Deporte            | Competición |
| ----------------------- | ------------------ | ----------- |
| Oro                     |                    |             |
| Lasha Talajadze         | Halterofilia       | +105 kg M   |
| Vladimer Jinchegashvili | Lucha libre        | 57 kg M     |
| Plata                   |                    |             |
| Varlam Liparteliani     | Judo               | –90 kg M    |
| Bronce                  |                    |             |
| Irakli Turmanidze       | Halterofilia       | +105 kg M   |
| Lasha Shavdatuashvili   | Judo               | –73 kg M    |
| Shmagui Bolkvadze       | Lucha grecorromana | 66 kg M     |
| Gueno Petriashvili      | Lucha libre        | 125 kg M    |